# Biskop af Tranquebar
Biskop af Tranquebar er den officielle titel for biskoppen i den evangelisk-lutherske tamilkirke Tamil Evangelical Lutheran Church (Thamil Suvesesha Lutheran Thiruchabai) i Tamil Nadu, Sydindien, grundlagt i 1919 ved mission fra det lutherske Leipziger Missionsverk, Den danske Halle-mission og svensk mission. Biskoppens residens er i Tranquebar House i Tiruchirapalli. Bispetitlen erindrer om, at luthersk missionsvirksomhed i Tamil Nadu begyndte allerede i 1706 i den nærliggende havneby Tranquebar.

## Biskopper af Tranquebar
- 1921-1926 Ernst Heuman
- 1927-1934 David Bexell
- 1934-1956 Johannes Sandegren
- 1956-1967 Rajah Bushanam Manikam
- 1967-1972 Carl Gustav Diehl
- 1972-1975 A.J. Satyanadhan
- 1975-1978 L. Easter Ray
- 1978-1993 Jayseelan Jacob
- 1993-1999 Johnson Gnanabaranam
- 1999-2009 Thaveethu Aruldoss
- 2009–2014 H.A. Martin
- 2014      Edwin Jayakumar

## Videre
- Wikimedia Commons har flere filer relateret til Biskopper af Tranquebar